# Mikwe (Diersburg)

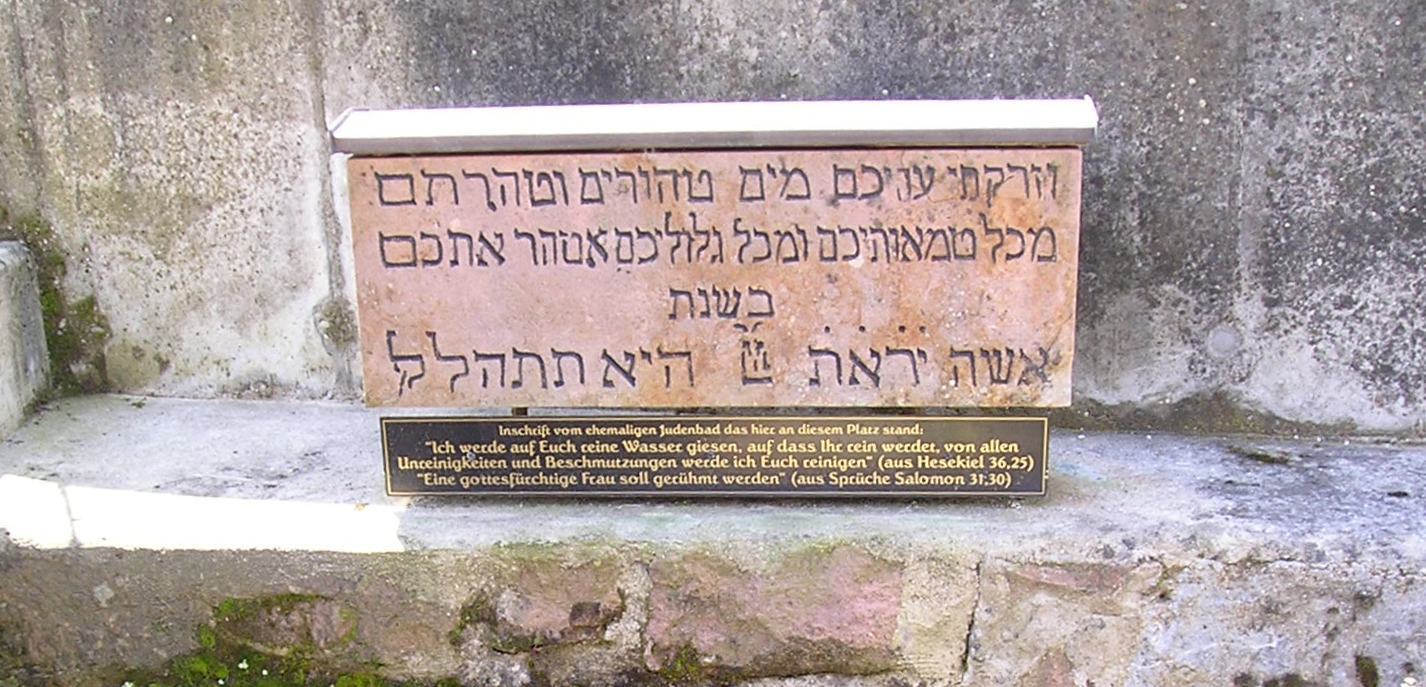
Inschriftenstein der Mikwe in Diersburg

Die Mikwe in Diersburg, einem Ortsteil der Gemeinde Hohberg im Ortenaukreis in Baden-Württemberg, befand sich in einem Gebäude an der Talstraße 30 oberhalb des Mühlbachs. 
Von der Mikwe, das Gebäude wurde Ende der 1980er Jahre abgerissen, ist nur noch ein Sandsteinblock mit Inschrift vorhanden. Die hebräische Inschrift lautet übersetzt: Ich werde auf euch reine Wasser gießen, auf dass ihr rein werdet; von allen Unreinigkeiten und Beschmutzungen werde ich euch reinigen (Ezechiel 36,25). Eine gottesfürchtige Frau soll gerühmt werden (Sprüche 31.30).